# تيار كاليفورنيا
تيار كاليفورنيا

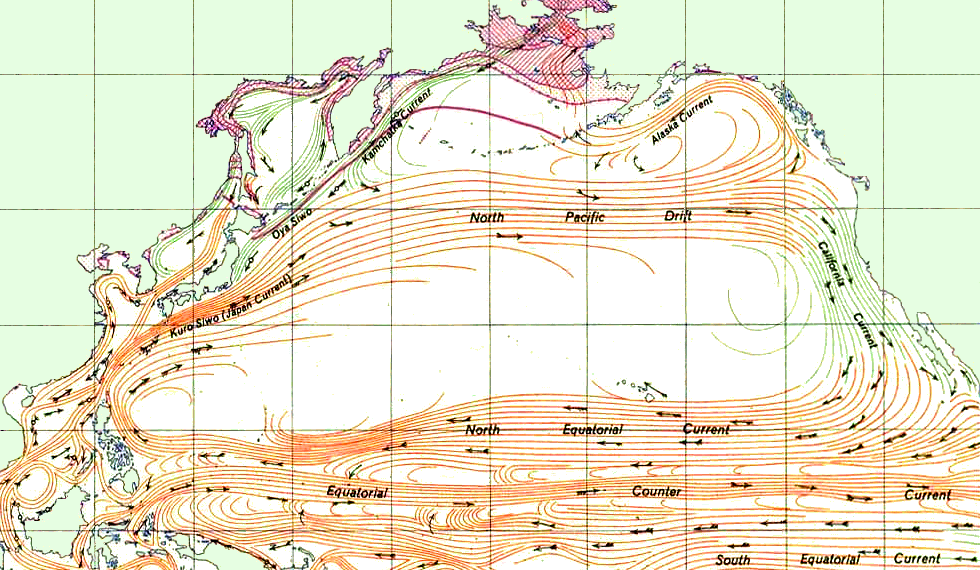

هو تيار مائي محيطي بارد, يستمر بمحاذاة سواحل ولاية كاليفورنيا.
المصدر: المعجم الجغرافي المناخي